# セナテュス＝コンシュルト
セナテュス＝コンシュルト（フランス語: sénatus-consulte、ラテン語のセナトゥス・コンスルトゥムの仏訳で、元老院決議・元老院令の意）は、統領政府・第一帝政・第二帝政時代のフランスの法形式の一つ。

## 統領政府・第一帝政
護憲元老院（Sénat conservateur）の決議には法的拘束力があり、憲法を修正する組織的元老院決議（sénatus-consulte organique）と公権力行使を統制する普通の元老院決議（sénatus-consulte）があった。

## 第二帝政

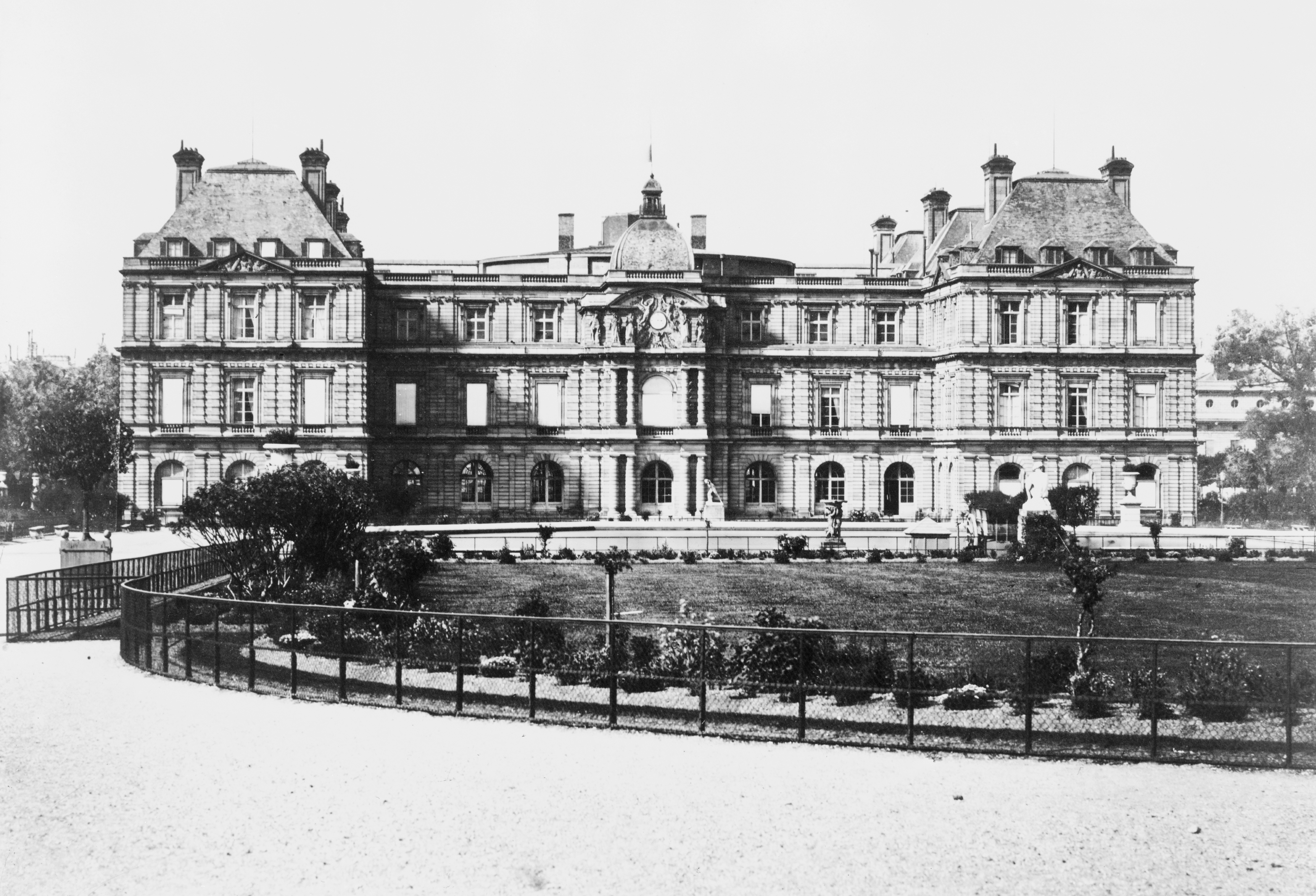
第二帝政時代のリュクサンブール宮殿

1851年12月2日のクーデターの後、フランスにはナポレオン1世時代の統治機構が再建された。皇帝ナポレオン3世（在位1852年-1870年）は執行権を掌握し、立法権を立法院（Corps législatif）・元老院（Sénat）両院と共有するものとされたが、法案の起草は公選議員からなる立法院ではなく官吏からなる国務院（Conseil d'État）が行うものとされ、元老院は終身の勅選議員からなるものとされた。また、元老院は法的拘束力をもつ元老院決議（sénatus-consulte）により統治機構を再編し、1852年憲法を修正することができるものとされた。元老院決議は当初権威帝政の確立に用いられたが、1860年代以降は議会権限拡張による自由帝政への構造転換に用立てられるようになった。

### 第二帝政下の元老院決議の一覧

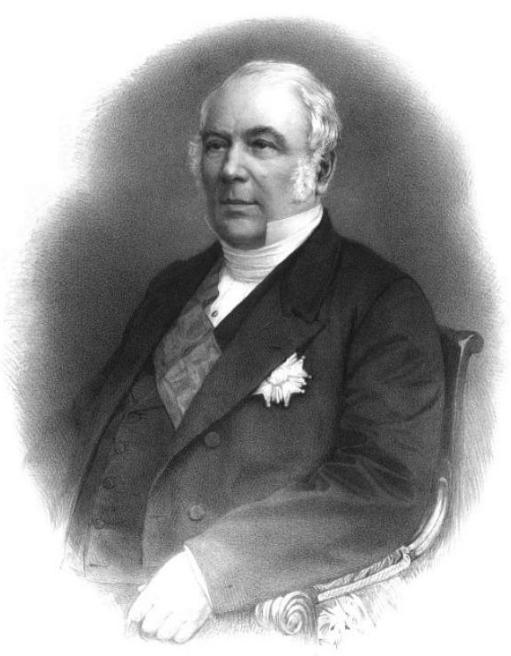
レイモン＝テオドール・トロロンは1852年11月7日の元老院決議の報告者を務め、1852年から1869年まで元老院議長を務めた

#### 帝政復古時の元老院決議
- 1852年11月7日（フランス語版）[7]：ルイ＝ナポレオン・ボナパルト（ナポレオン3世）に帝位を回復するため、1852年1月14日の共和国憲法が修正される。同元老院決議はプレビシットで承認される。

- 1852年12月12日[8]：皇帝歳費および帝室財産が規定される。

- 1852年12月25日[9]：皇帝に追加的権限（恩赦権および元老院・国務院主宰権）が付与されると同時に、君主制たることを明確にするため、憲法の数か所が修正される。元老院・立法院両院の議員歳費が定められる。大臣、議員、武官、司法官および官吏の忠誠宣誓の義務が明記される。その他の細目（フランス皇族の地位、通商条約、公益事業等）が規定される。

#### 権威帝政確立期の元老院決議
- 1856年4月23日[10]：帝室財産の所管が明確にされる。

- 1856年7月17日[11]：皇后（ウジェニー・ド・モンティジョ）のため、摂政就任の条件が定められる。

- 1857年5月27日[12]：選挙人数17,500人以上の県に新たに立法院の議席を割り当てるため、憲法の規定が修正される。

- 1858年2月17日[13]：オルシーニの皇帝暗殺未遂事件に触発された共和主義運動の抑止策の一環として、以後、立法院議員立候補者は皇帝への忠誠宣誓書に署名して県庁に提出することが義務付けられる。

#### 自由帝政転換期の元老院決議

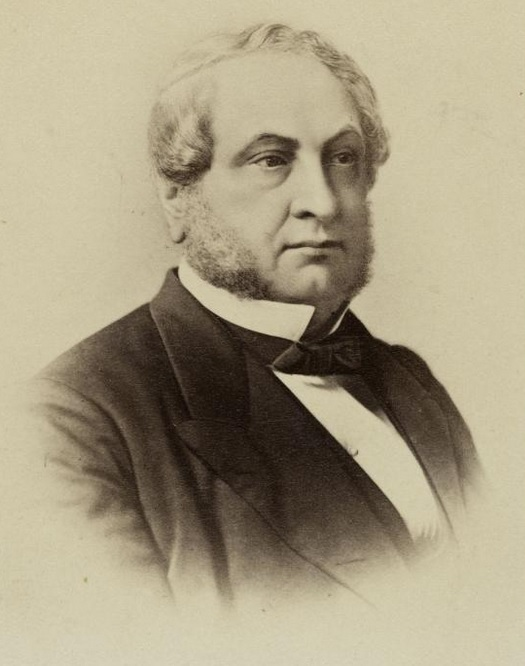
ウジェーヌ・ルエールは権威帝政の支柱的存在であったが、元老院議長在任中（1869年-70年）に自由帝政への構造転換が図られた

- 1861年2月2日[14]：立法院の議事録の転載・公表を認めるため、憲法の規定が修正される。

- 1861年12月31日[15]：以後、立法院は予算を項目別に票決することができるものとされ、これにより各大臣の予算運営を追及することができるようになる。

- 1863年4月22日：私的土地所有権設定。アルジェリアにおいて、現地の種々の土地保有形態に従って領有地が分割下付される。

- 1865年7月14日（フランス語版）[16]：アルジェリアのムスリム・ユダヤ系原住民の地位が規定され、（現地に3年以上在留する外国人も含め）帰化人と同等の地位を有するものとされる。

- 1866年7月18日[17]：元老院外においては憲法に関する審議を行わないものとされる。立法院の会期（年間3か月と定められていたのが改められ、皇帝が勅令で定めるものとされる）および法案修正の策定（以後、国務院で採択されなかった修正案は、立法院の審議を経て委員会の再検討を受けることができるものとされる）に関する憲法の諸規定が修正される。

- 1867年3月14日[18]：法律公布拒否の条件を定める憲法の規定が修正される。以後、元老院は最終決議の前に立法院に対し再議を要求することができるものとされ、いわゆる両院間回付手続（フランス語版）が創設される。

- 1869年9月8日[19]：116人の問責質問（フランス語版）を受け、自由主義・議会主義を強化する趣旨で憲法が修正される。以後、立法院は皇帝の独占してきた法案発議権を共有するものとされる。

- 1870年4月20日：以後、大臣は議会に対し責任を負うものとされる。同元老院決議は1870年5月8日のプレビシット（フランス語版）で承認される。

- 1870年5月21日[20]：自由主義・議会主義への構造転換を図る新憲法が公布される。